# جيمس كاري
جيمس كاري (بالإنجليزية: James Curry)‏ هو لاعب كرة قدم كندية أمريكي، ولد في 26 أكتوبر 1957 في تشاوتشيلا في الولايات المتحدة.